# 双八镇
双八镇，是中华人民共和国河南省商丘市梁园区下辖的一个乡镇级行政单位。

## 行政区划
双八镇下辖以下地区：
王店村、中村、东村、西村、魏庄村、红刘村、双八村、石海村、土楼村、常楼村、贾堂村、丁楼村、朱庄村、徐庄村、朱楼村、崔南村、崔北村、路楼村、彭元村、乔庄村、因庄村和唐庄村。